# Alltagsdefinition
Als Alltagsdefinition (englisch folk definition) werden in der Philosophie und Sprachwissenschaft definitionsähnliche Verfahren im Alltag bezeichnet, die der Erläuterung einer Wortbedeutung oder der Erklärung eines Sachverhalts dienen.

## Allgemeines
Die Fachliteratur unterscheidet häufig zwischen wissenschaftlicher und Alltagsdefinition. Die Alltagsdefinition dient zur Bestimmung der Objekte oder Sachverhalte in der Kommunikation des Alltags, die wissenschaftliche Definition wird zur Kommunikation in der Wissenschaft und Fachsprache verwendet. In Lexika hängt es vom Adressaten ab, ob die eine oder andere Definition benutzt wird. Fachlexika wenden sich mit wissenschaftlichen Definitionen an Experten, Lexika der Allgemeinbildung bevorzugen Alltagsdefinitionen.

## Alltagsdefinition in der Sprachwissenschaft
Alltagsdefinitionen gehen vom Standpunkt der Alltagsvorstellung aus, während wissenschaftliche Definitionen fachlich-wissenschaftliche Erkenntnisse fixieren. Dabei ist zu berücksichtigen, dass sich Umgangs- und Fachsprache gegenseitig beeinflussen.

## Gegenüberstellung Alltagsdefinition und wissenschaftliche Definition
So könnte sich beispielsweise die Definition des Wassers im Alltag auf „Flüssigkeit“ aus Wasserstoff und Sauerstoff beschränken, weil dieser Aggregatzustand beim Wasser am häufigsten vorkommt. Für wissenschaftliche Zwecke muss jedoch von „chemischer Verbindung“ aus Wasserstoff und Sauerstoff gesprochen werden, weil Wasser eben auch im Aggregatzustand Eis oder Wasserdampf vorkommt. Aus wissenschaftlicher Sicht ist die Alltagsdefinition zu eng.
Im Alltag wird „Abfall“ definiert als „nicht mehr weiter zu verwertende Reste zum Wegwerfen“, während die umweltpolitische Definition lautet: „Abfall sind bewegliche Sachen, deren sich ihr Besitzer entledigen will oder deren Entsorgung aus Gründen des Gemeinwohls, insbesondere des Umweltschutzes, erforderlich ist“.
Weitere Vergleiche:
| Begriff      | Alltagsdefinition                                                             | wissenschaftliche Definition |
| ------------ | ----------------------------------------------------------------------------- | --- |
| Angebot      | „etwas, das zum Kauf oder Tausch angeboten wird“                              | „Bereitstellung von Gütern und Dienstleistungen zu einem Marktpreis“                                                                                  |
| Nachfrage    | „Bedarf der Käufer an bestimmten Waren“                                       | „Das auf einem bestimmten Markt (Kapitalmarkt, Gütermarkt) geäußerte Kaufinteresse“                                                                   |
| Komplexität  | „vielschichtig, viele verschiedene Dinge umfassend“                           | Mathematik: „Rechenaufwand eines Algorithmus“ |
| Massenmedien | „sind alle Medien, die ein großes Publikum erreichen wie Presse und Rundfunk“ | „sind hochkomplexe soziale und technische Systeme mit hohem kontinuierlichen Informationsfluss, der ‚blind‘ auf ein breites Publikum gerichtet wird…“ |

Während die Alltagsdefinition auf dem wesentlichen Semem beruht, vermittelt die wissenschaftliche Definition neben den wesentlichen auch zusätzliche fachliche Merkmale.

## Bezeichnungen
Da es sich bei Alltagsdefinitionen um Bedeutungsbeschreibungen eines (Rede-)Bezugsgegenstandes handelt, auf die in der Regel durch ein Lexem referiert wird, sind Alltagsdefinitionen lexikalische Erläuterungen. Für solche Erläuterungen gibt es in anderen wissenschaftlichen Untersuchungen unterschiedliche Bezeichnungen.
So finden sich folgende, synonym für Alltagsdefinitionen verwendete Benennungen in verschiedenen wissenschaftlichen Ausführungen, die sich mit lexikalischer Bedeutung befassen:
- „Textinterne und satzgliedinterne definitionsartige Erläuterungen“[11].
- „Nicht wissenschaftliche Explikationen in Alltagsdialogen“[12].
- „Kontextuelle Paraphrase eines Redestückes in kontrakonfliktärer Funktion“[13].
- „Alltagsdialoge über nennlexikalische Ausdrücke“.[14]
- „Textzeugnisse metasprachlichen Charakters, in denen historische Sprachteilhaber ihre Ansichten über Texte, Sätze, Wörter, Wortbedeutungen, grammatische Formen, Aussprache oder Schreibweise äußern, also die Sprache ihrer Zeit in der eigenen Perspektive unverdeckt reflektieren“.[15]
- „Semantisch relevante Formulierungsbearbeitung“.[16]

Alle diese Bezeichnungen beziehen sich auf eine und dieselbe sprachliche Erscheinung, nämlich die Alltagsdefinition.